# Ankerland
Als Ankerländer werden Schwellen- und Entwicklungsländer bezeichnet, denen im jeweiligen regionalen Kontext eine herausragende ökonomische und politische Bedeutung zukommt. Diese kann positiv, im Sinne einer regionalen Lokomotivfunktion, oder negativ, im Sinne von länderübergreifender Stagnation oder Krisenanfälligkeit, sein. Sie erwächst aus wirtschaftlichen Verflechtungen mit anderen Ländern und aus ihrer besonderen Bedeutung für regionale Integrationsprozesse sowie teilweise aus weniger tangiblen Leitbildfunktionen.
Eine Reihe von Ankerländern greift zunehmend selbstbewusst und aktiv in das internationale wirtschaftliche und politische Geschehen ein, ihnen kommt für die Weiterentwicklung globaler Governance-Strukturen eine wichtige Rolle zu.
Das Deutsche Institut für Entwicklungspolitik definiert 15 Staaten als Ankerländer:
| - VR China - Indien - Indonesien - Pakistan - Thailand | - Ägypten - Iran - Saudi-Arabien - Nigeria - Südafrika | - Argentinien - Brasilien - Mexiko - Russland - Türkei |